# Elecciones generales de India de 1996
Las elecciones generales se celebraron en la India en 1996 para elegir a los miembros del XI Lok Sabha. La elección produjo un parlamento colgado sin ningún partido que tuviera una mayoría clara. El Partido Bharatiya Janata, el partido más grande, formó un gobierno de corta duración bajo la presidencia de Atal Bihari Vajpayee. El Frente Unido aseguró el apoyo de la mayoría, lo que resultó en que H. D. Deve Gowda de Janata Dal sucediera a Vajpayee y fuera el undécimo primer ministro de la India, antes de ser finalmente reemplazado por I. K. Gujral, otro líder del Frente Unido. A pesar de eso, el país volvió a las urnas en 1998.
El gobierno del primer ministro P. V. Narasimha Rao en el Congreso Nacional Indio llegó a las elecciones a raíz de varios escándalos gubernamentales y acusaciones de maltrato. Siete miembros del gabinete habían dimitido durante el mandato anterior y el propio Rao se enfrentaba a cargos de corrupción. En general, el Partido del Congreso había estado plagado en los últimos años por una serie de escisiones, conflictos de cuestiones y disputas entre facciones que habían visto a varios partidos y figuras regionales clave abandonar el partido. En particular, la deserción de alto perfil en mayo de 1995 de Arjun Singh y Narayan Datt Tiwari para formar el nuevo partido All India Indira Congress (Tiwari) subrayó las divisiones internas dentro del INC.
El gobierno se vio aún más debilitado por una serie de escándalos importantes que se produjeron a menos de 12 meses de las elecciones. En julio de 1995 se descubrió que un exlíder juvenil del Congreso había asesinado a su esposa y trató de destruir las pruebas metiendo su cadáver en un tandoor. En agosto de 1995, el Informe Vohra fue finalmente entregado al parlamento, denunciando que un nexo político-criminal estaba "dirigiendo virtualmente un gobierno paralelo, empujando al aparato estatal a la irrelevancia". La credibilidad del gobierno cayó aún más cuando, a fines de 1995, cuando la violencia empeoró significativamente en la región de Cachemira y los enfrentamientos esporádicos y las tensiones étnicas estallaron en la provincia de Punjab. Como resultado de los escándalos, el gobierno de Rao entró en las elecciones de 1996 con un mínimo de apoyo público.

## Campaña
Las elecciones desencadenaron un realineamiento significativo de las fuerzas políticas en la India, y los partidos de toda la India intentaron construir coaliciones regionales generalizadas con partidos menores para asegurar una mayoría central. Tales negociaciones políticas se convertirían en un proceso cada vez más necesario en la política india durante las próximas dos décadas a medida que el dominio del INC disminuyó y los partidos más pequeños, étnicos y regionales tomaron su lugar. El Partido Bharatiya Janata, dirigido por Lal Krishna Advani, intentó agregar varios socios de la coalición regional, sobre todo el Partido All India Anna Dravida Munnetra Kazhagam y el Partido Bahujan Samaj, pero finalmente no logró superar las diferencias ideológicas. Sin embargo, se unió a varios socios regionales fuertes: Shiv Sena, el Partido Haryana Vikas y el Partido Samata. El partido del Congreso también intentó formar aliados regionales, sobre todo con All India Anna Dravida Munnetra Kazhagam (AIADMK).
La llamada "Tercera Fuerza" durante las elecciones de 1996 fue el Frente Nacional (NF). Después de su colapso en 1990, la coalición se había fragmentado y cambiado antes de reunirse en el período previo a las elecciones de 1996. Tres partidos principales se volvieron a agrupar en septiembre de 1995 con la esperanza de presentar una opción política viable: el Frente de Izquierda, Janata Dal y el Partido Telegu Desam. Intentó construir una coalición más amplia de socios regionales y estatales, sin embargo, las negociaciones fracasaron repetidamente y no se pudo llegar a un consenso sobre un "programa mínimo común", una plataforma de temas en la que todas las partes podrían estar de acuerdo. Una división en el gobierno de Uttar Pradesh en diciembre de 1995 dividió aún más el frente. Finalmente, al carecer de un líder fuerte o de un conjunto de principios comunes, los tres partidos principales se unieron al Partido Samajwadi en un objetivo común de simplemente negar el poder al Congreso o al BJP. Así, una característica de las elecciones de 1996 fue un gran número de partidos regionales y estatales fuertes que se negaron a formar una alianza con cualquiera de los tres principales contendientes por el gobierno.
En enero, solo unos meses antes de las elecciones, estalló un gran escándalo: el escándalo Jain hawala. Se reveló que Jain, un industrial de los sectores del acero y la energía, había dado 33 millones de dólares en sobornos a políticos de casi todos los partidos importantes a cambio de favores. Para sorprender aún más al público, Jain también había canalizado dinero a militantes musulmanes de Cachemira. En la primera ola de nombres implicados estaban tres miembros del gabinete de Rao, Arjun Singh del partido disidente Congreso (T), el líder del Partido Bharatiya Janata Lal Krishna Advani, Sharad Yadav (líder del Partido Parlamentario Janata Dal) y el ex Primer ministro del Congreso Rajiv Gandhi. Con el tiempo, se darían a conocer casi 115 nombres y, como consecuencia, numerosos candidatos y ministros se vieron obligados a dimitir. Lo más significativo fue la renuncia forzada de L.K. Advani, con Atal Bihari Vajpayee asumiendo como líder del BJP.
El BJP realizó una campaña centrada en un plan de cuatro puntos que apuntaba a la probidad de la vida pública, la autosuficiencia en la economía, la armonía social y una mayor seguridad. Abogaba firmemente por un plan económico que redujera significativamente la intervención del gobierno y fomentara la inversión y creación de capital. Hizo hincapié en el papel de Hindutva en su visión de la India, creando un estado de orientación más hindú al prohibir el sacrificio de vacas, introducir un código civil uniforme y eliminar el estatus especial de Cachemira. El Partido del Congreso intentó hacer campaña sobre su historial de política exterior, su manejo de las numerosas crisis naturales y étnicas que habían surgido en los últimos cinco años y sobre mejores concesiones para las minorías étnicas y los gobiernos estatales separados. Además, hizo hincapié en los beneficios económicos ya obtenidos por el gobierno debido a sus políticas de liberalización posteriores a 1992. Janata Dal y el Frente Nacional hicieron campaña para mantener un sector público fuerte, aunque con cierto compromiso con la desregulación y las medidas anticorrupción. También impulsó otras medidas más populistas, como más proyectos de infraestructura estatales, fertilizantes subsidiados y una mayor inversión en educación.

## Resultados
Elección al Lok Sabha
| Partidos y Alianza | Partidos y Alianza | Votos | %                                                               | Cambio                                           | Escaños     | Cambio              |
| ------------------ | --- | --- | --------------------------------------------------------------- | ------------------------------------------------ | ----------- | ------------------- |
|                    | Bharatiya Janata Party | 67,950,851 | 20.29                                                           | +0.18                                            | 161         | +41                 |
|                    | BJP+ - Samata Party - Shiv Sena - Haryana Vikas Party | 13,402,4027,256,086 4,989,994 1,156,322                                                                                   | 4.012.17 1.49 0.35                                              | — +0.69 +0.23                                    | 268 15 3    | — +11 +2            |
|                    | Congreso Nacional Indio | 96,455,493 | 28.80                                                           | -7.46                                            | 140         | -92                 |
|                    | National Front - Janata Dal - Samajwadi Party - Telugu Desam Party | 47,991,40727,070,340 10,989,241 9,931,826                                                                                 | 14.338.08 3.28 2.97                                             | —-3.76 — -0.02                                   | 7946 17 16  | —-13 — +3           |
|                    | Frente de Izquierda - Partido Comunista de la India (Marxista) - Partido Comunista de la India - Partido Revolucionario Socialista - Bloque de Avance de la India | 30,464,03420,496,810 6,582,263 2,105,469 1,279,492                                                                        | 9.106.12 1.97 0.63 0.38                                         | —-0.04 -0.52 -0.01 -0.04                         | 5232 12 5 3 | —-3 -2 +1 —         |
|                    | Tamil Maanila | 7,339,982 | 2.19                                                            | —                                                | 20          | —                   |
|                    | Dravida Munnetra Kazhagam | 7,151,381 | 2.14                                                            | +0.05                                            | 17          | +17                 |
|                    | Bahujan Samaj Party | 13,453,235 | 4.02                                                            | +2.41                                            | 11          | +9                  |
|                    | Otros - Shiromani Akali Dal - Asom Gana Parishad - All India Indira Congress (Tiwari) - Indian Union Muslim League - All India Majlis-e-Ittehadul Muslimen - Comtié de Demanda Autónoma Estatal - Madhya Pradesh Vikas - Frente Democrático de Sikkim - Partido Democrático de los Goanos Unidos - Kerala Congress (Mani) - Jharkhand Mukti Morcha - Partido del Congreso de Karnataka - Maharashtrawadi Gomantak Party | 14,227,6352,534,979 2,560,506 4,903,070 757,316 340,070 180,112 337,539 124,218 109,346 382,319 1,287,072 581,868 129,220 | 4.230.76 1.46 0.23 0.10 0.05 0.10 0.04 0.03 0.11 0.38 0.17 0.04 | —+0.46 +0.22 — -0.08 -0.06 -0.45 — -0.16 — +0.02 | 288 5 4 2 1 | —+8 +4 — +1 -5 — +1 |
|                    | Sin escaños | 15,395,309 | 4.61                                                            | —                                                | 0           | —                   |
|                    | Independientes | 21,041,557 | 6.28                                                            | +2.12                                            | 9           | +8                  |
|                    | Angloindios | — | —                                                               | —                                                | 2           | —                   |
| Total              | Total | 334,873,286 | 100%                                                            |                                                  | 545         |                     |